# Rem Koolhaas
Remment Koolhaas conosciuto come Rem (Rotterdam, 17 novembre 1944) è un architetto, urbanista e saggista olandese, tra i più noti sulla scena internazionale.
È professore di Architettura e Urbanistica presso la Graduate School of Design dell'Università di Harvard.
Nel 2000 ha vinto il Premio Pritzker. Nel 2008 è stato inserito nella classifica Time 100 delle 100 persone più influenti al mondo. Nel 2014 è il curatore della Biennale di architettura di Venezia e membro dell'American Philosophical Society.
È uno dei teorici dell'architettura e dell'urbanistica più significativi della sua generazione. Viene spesso citato come rappresentante del decostruttivismo ed è l'autore dei best seller Delirious New York: A Retroactive Manifesto for Manhattan e S, M, L, XL: Small, Medium, Large, Extra-Large.

## Biografia
Rem Koolhaas nasce a Rotterdam nel 1944. Comincia la sua carriera come giornalista collaborando con l'Haagse Post e come sceneggiatore in Olanda e a Hollywood. Frequenta l’Architectural Association School a Londra e studia con Oswald Mathias Ungers alla Cornell University. Nel 1978 scrive Delirious New York: manifesto retroattivo di Manhattan, divenuto un classico della teoria architettonica contemporanea.
Nel 1975 – insieme a Elia e Zoe Zenghelis e Madelon Vriesendorp – fonda l’OMA (Office for Metropolitan Architecture). Le opere più importanti di Koolhaas e OMA, dagli esordi fino alla metà degli anni ’90, includono il Netherlands Dance Theatre a L’Aia, il Nexus Housing a Fukuoka in Giappone, il Kunsthal a Rotterdam, il Grand Palais di Euralille e di Lille, La Villa dall’Ava, la Très Grand Bibliothèque, la Jussieu Library a Parigi, lo ZKM a Karlsruhe e la Seattle Public Library.
A seguito delle sperimentazioni dei primi due decenni di carriera, ormai entrate nelle storie dell’architettura, la produzione di Rem Koolhaas si diversifica notevolmente in termini di programmi, estetiche e geografie. Tra le opere più significative degli ultimi anni spiccano la sede della China Central Television a Pechino (2004-2008), il complesso residenziale De Rotterdam (1997-2013), lo Shenzhen Stock Exchange(2006-2013), la Qatar National Library a Doha (2017) e il Taipei Performing Arts Center (2015-2022). Il Fondaco dei Tedeschi a Venezia (2008-2016), Garage Museum of Contemporary Art a Mosca (2011-2015) e la Fondazione Prada a Milano (2008-2018) sono tre prove di grande qualità di riprogettazione dell’esistente. Rem Koolhaas testimonia anche in questo caso di saper stimolare e recepire le evoluzioni dei temi portanti del mondo del progetto, aggiornando di conseguenza sensibilità, strategie e linguaggi.

Codice a barre per l'Unione europea proposto nel 2002 da Rem.

Tutti questi edifici compaiono, insieme alle riflessioni di Koolhaas sulla società contemporanea, nel suo secondo libro S,M,L,XL (1995), un tomo di 1376 pagine scritto come fosse un “romanzo sull’architettura”. Pubblicato in collaborazione con il grafico canadese Bruce Mau, il volume raccoglie saggi, manifesti, fumetti, diari di viaggio. Spicca al suo interno il saggio The Generic City, che fornisce una chiave di lettura anti-ideologica dello sprawl generico, liberata dalle gerarchie qualitative del passato. Nel 2001, Junkspace conferma le qualità di Rem Koolhaas come lucido analista degli aspetti più problematici della contemporaneità, in questo caso gli spazi-spazzatura, che sono per lui la necessaria contropartita del progetto come concepito nel XX secolo.
Koolhaas è professore all’Università di Harvard dove dirige The Project on the City, un programma di ricerca sul cambiamento delle condizioni urbane nel mondo. Le ricerche condotte sul Delta del fiume Pearl in Cina (intitolata Great Leap Forward) e sulla società dei consumi (The Harvard Design School Guide to Shopping) sono state pubblicate da Taschen Verlag.
Fra i riconoscimenti degli ultimi anni si ricordano il prestigioso Premio Pritzker di Architettura (2000), il Praemium Imperiale (2003), la Royal Gold Medal (2004) e il premio Mies Van Der Rohe (2005). Nel 2008 il Time lo ha citato tra le 100 personalità più influenti del mondo.
Oltre a dirigere OMA, Koolhaas è coinvolto nelle attività di AMO, il gruppo creativo di OMA costituito nel 2000, che tratta di progetti non architettonici che spaziano dall’informatica all’editoria. Sin dalla sua fondazione, AMO ha collaborato con Prada per accrescere la presenza mondiale di questa azienda attraverso una serie di attività creative. L’attività biennale di ricerca dell’AMO per la Commissione Europea sulla visual identity dell’UE si è conclusa con la mostra Image of Europe, ospitata dal governo olandese nell’autunno 2004. Nel 2003 e nel 2004 l’opera completa di OMA e AMO è stata presentata nella mostra Content presso la Neue National galerie a Berlino e presso la Kunsthal a Rotterdam. Il volume Content (2003) illustra i modi in cui Koolhaas, OMA e AMO interagiscono con il mondo e come il mondo a sua volta influenza il loro lavoro. Nel 2020 AMO apre le porte al Guggenheim Museum di New York l’ambiziosa esposizione Countryside. The Future. Ancora una volta, Rem Koolhaas propone un cambiamento di prospettiva, spostando lo sguardo dalle metropoli, il suo tradizionale territorio d’elezione, alle campagne.
OMA ha il suo metabolismo quando si tratta di assumere personale, vista come una accademia di formazione che lavora sodo per formare e perfezionare i talenti più eccelsi, un'azienda internazionale che ora è responsabile di allevare architetti e designer di alta classe con grandi aziende globali. Alcuni di questi Baby Rems sono Zaha Hadid, Bjarke Ingels, Winy Maas, Jacob van Rijs, Jeanne Gang, Ole Schereen e Joshua Prince-Ramus.
La grande mostra sulla Deconstructivist Architecture, curata da Philip Johnson e Mark Wigley al MoMA di New York nel 1988, ha identificato Rem Koolhaas come uno dei capifila del decostruttivismo (insieme a Peter Eisenman, Frank O. Gehry, Zaha Hadid, Coop Himmelb(l)au, Daniel Libeskind e Bernard Tschumi). D’altra parte, una rassegna dei suoi progetti, anche non realizzati, racconta di un sostanziale disinteresse per la questione dello stile. Nella sua opera si riconoscono piuttosto alcuni filoni tematici, che si susseguono e in parte si sovrappongono nel tempo.

## Cronologia

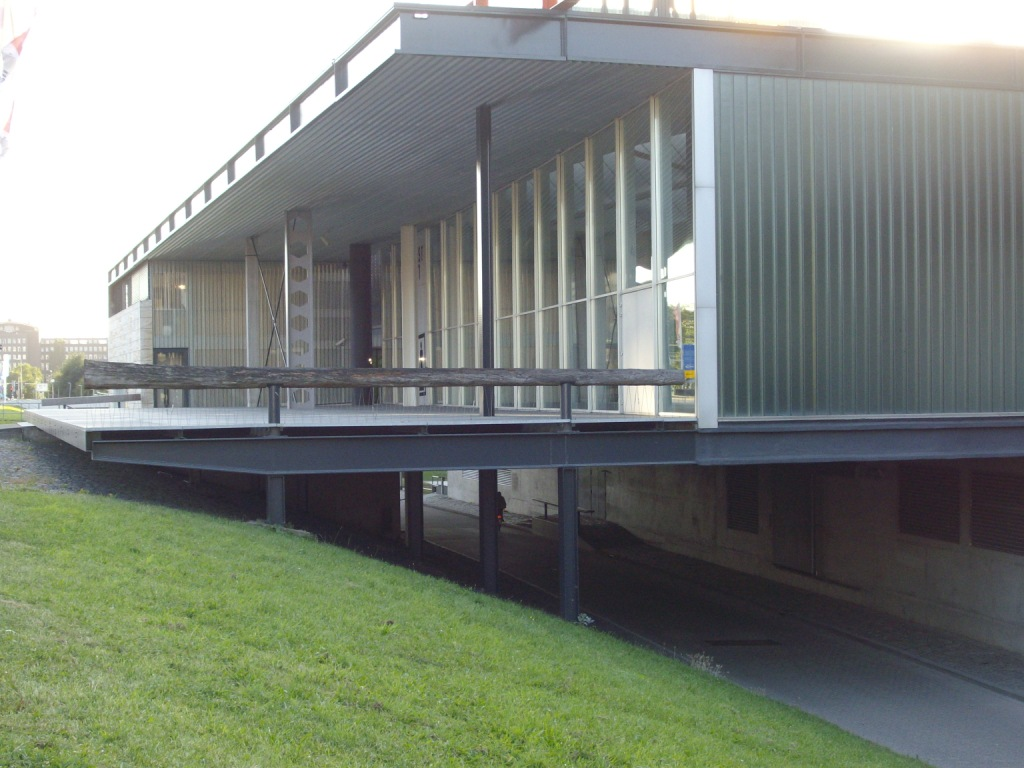
La Kunsthal di Rotterdam

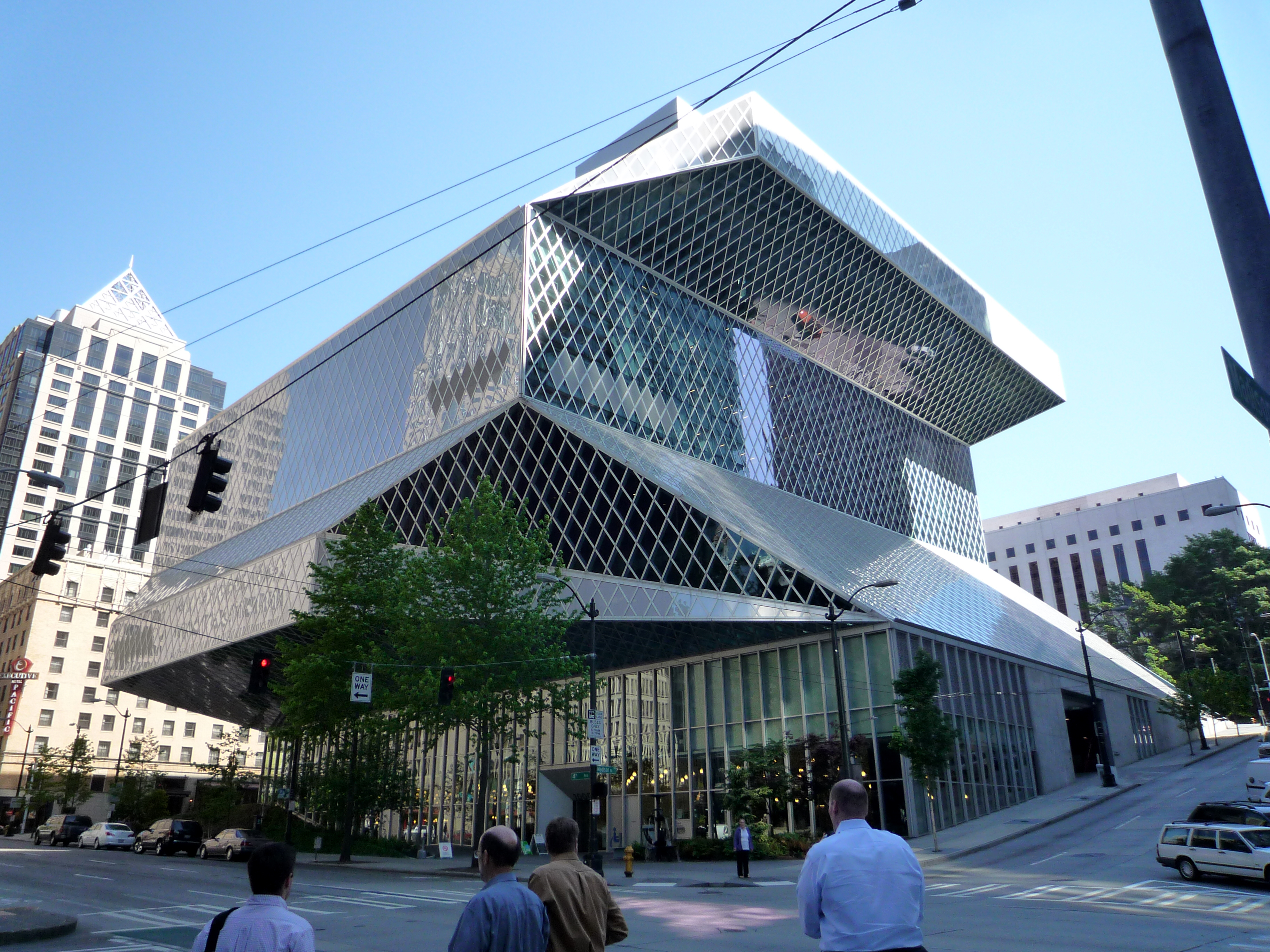
La biblioteca centrale di Seattle

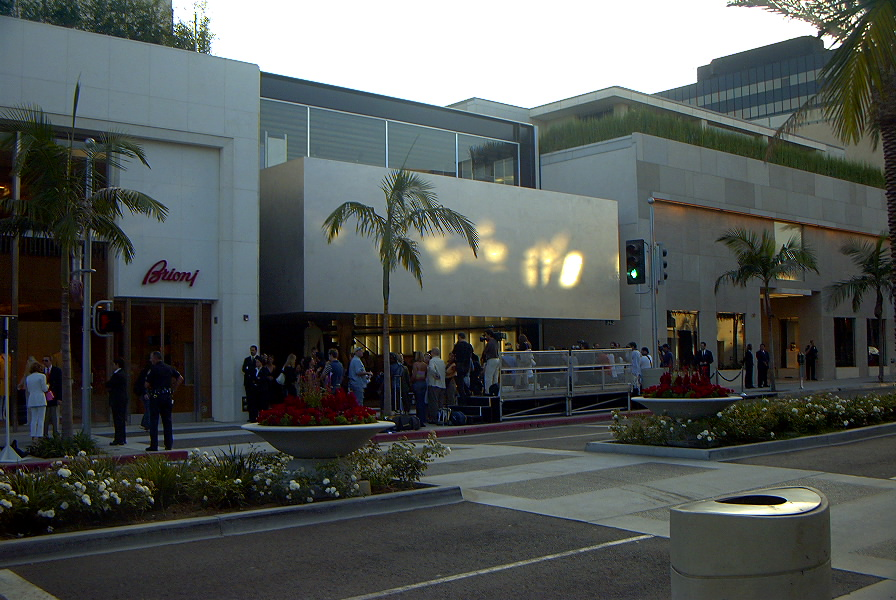
Lo store di Prada su Rodeo Drive, Beverly Hills, Los Angeles

- 1966 - Lavora come giornalista presso Haagse Post e come sceneggiatore cinematografico
- 1968 - Frequenta l'Architecture Association School a Londra
- 1972 - Riceve una Harkness Fellowship per una ricerca negli Stati Uniti dove studia con O. M. Ungers alla Cornell University per un anno
- 1974 - Vince il Progressive Architecture Award con L. Spear
- 1975 - Fonda a Londra, insieme ad Elia e Zoe Zenghelis e Madelon Vriesendorp, l'Office for Metropolitan Architecture (OMA)
- 1975 - Insegna all'Institute for Architecture and Urban Studies, New York, e alla School of Architecture, Università della California, a Los Angeles
- 1978 - Pubblica Delirious New York, il libro considerato un classico della teoria architettonica contemporanea che lo rende improvvisamente famoso.
- 1978 - esposizione The Sparkling Metropolis al Museo Guggenheim di New York
- 1978 - Molteplici incarichi in Olanda, tra cui l'ampliamento del Parlamento dell'Aia, lo spingono a trasferire lo studio (OMA) a Rotterdam
- 1986 - Vince il Premio Maaskant della fondazione Rotterdam Maaskant, Paesi Bassi
- 1987 - Vince il Japan Design Foundation Award
- 1988-89 - Svolge attività didattica presso l'Università Tecnica di Delft, Paesi Bassi
- 1988 - esposizione Recent Work, Max Protech Gallery, New York, e Deconstructivism (esposizione di gruppo) al Museum of Modern Art, New York
- 1988 - Esposizione OMA 1972-1988 all'ArchitecturMuseum, Basilea, Svizzera
- 1989 - Esposizione OMA: The First Decade al Boymans Museum, Rotterdam
- 1989 - Esposizione Fin de Siècle. OMA all'Institut français d'architecture, Parigi
- 1990 - Energieen, esposizione di gruppo con Cindy Sherman, Anselm Kiefer, Sigmar Polke, Jenny Holzer allo Stedelijk Museum di Amsterdam
- 1990 - OMA, Recent Projects, esposizione al Colegio de Arquitectos, Barcellona
- 1990 - OMA in Lille, esposizione al Musee de Beaux Arts, Lilla
- 1991 - Vince il Prix d'Architecture per Villa dall'Ava, Parigi, Francia
- 1991-1992 - Insegna alla Rice University, Houston, Texas
- 1992 - ottiene il riconoscimento Miglior edificio abitativo in Giappone, Fukuoka, Giappone, dall'Architectural Institute of Japan
- 1992 - Vince il premio Gaudí per il piano urbanistico di Lilla
- 1994 - OMA. Esposizione al Museum of Modern Art, New York
- 1994 - OMA. Congrexpo, Lille
- 1994 - Pubblica, in collaborazione col grafico canadese Bruce Mau, S,M,L,XL.
- 1995 - Diviene professore all'Università Harvard, Cambridge, Massachusetts
- 1995 - esposizione Light Construction al Museum of Modern Art, New York
- 1997 - Premio dell'American Institute of Architects (AIA) per il libro S,M,L,XL
- 1999 - Vince l'equerre d'argent per la Maison á Bordeaux, riceve il premio Intensive Space Use dal governo olandese per il piano di Almere ed il Rietvaldprize per l'Educatorium ad Utrecht.
- 2000 - Vince il prestigioso Premio Pritzker di Architettura.
- 2003 - Vince il Praemium Imperiale
- 2004 - Vince la Royal Gold Medal
- 2005 - Vince il premio Mies Van Der Rohe
- 2010 - Vince il Leone d'oro alla carriera della 12ª Mostra internazionale di architettura di Venezia

## Uso del calcestruzzo nelle opere di Rem Koolhaas

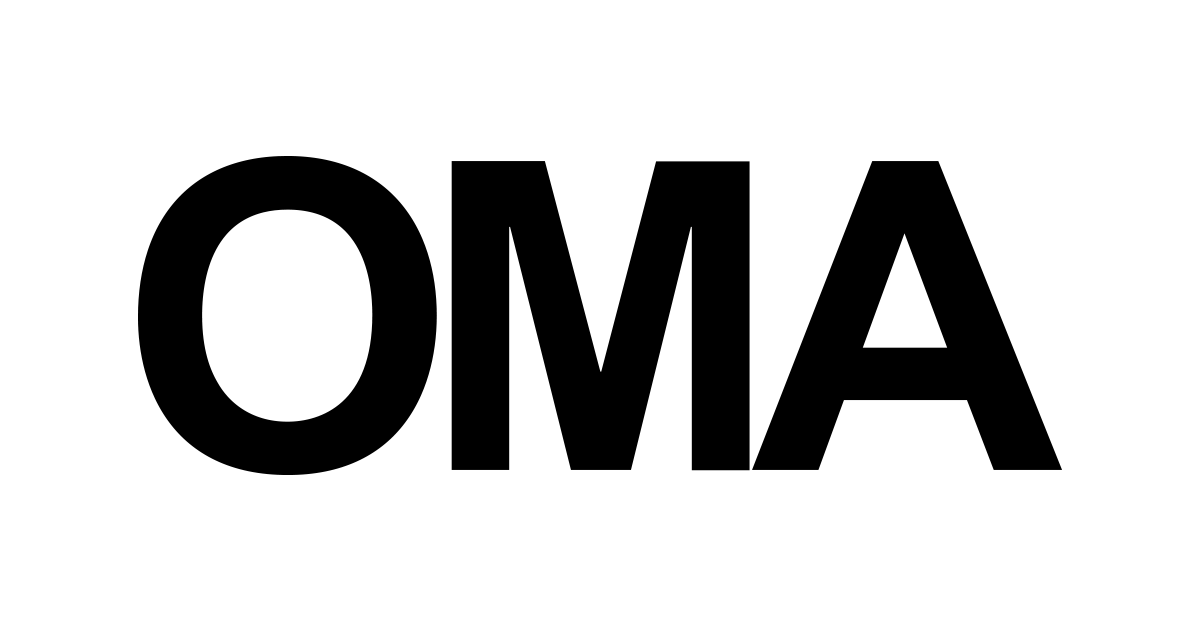
Logo OMA

Rem Koolhaas e il suo studio OMA (Office for Metropolitan Architecture) impiegano il calcestruzzo come elemento fondamentale sia a livello espressivo che strutturale nelle loro opere architettoniche. Infatti, per il progettista, l'utilizzo del calcestruzzo non si limita solamente alla sua funzione di semplice materiale da costruzione, ma acquisisce valenze estetiche che caratterizzano l'architettura contemporanea. In questo approccio, si privilegia l'autenticità materica del calcestruzzo, rinunciando a forme di decorazione considerate superflue.
Koolhaas adotta frequentemente il calcestruzzo a vista, valorizzandone le qualità intrinseche quali la ruvidità delle superfici, le imperfezioni e le tracce lasciate dalle casseforme. Questi segni del processo costruttivo non vengono considerati difetti, ma sono elementi caratterizzanti del linguaggio progettuale.  La filosofia di Koolhaas, espressa nella frase "il cemento non mente mai", sottolinea la trasparenza del materiale e la sua capacità di rivelare il processo di lavorazione. Questo approccio si discosta dalla tradizione architettonica che spesso privilegia l'ornamento e la finitura superficiale..

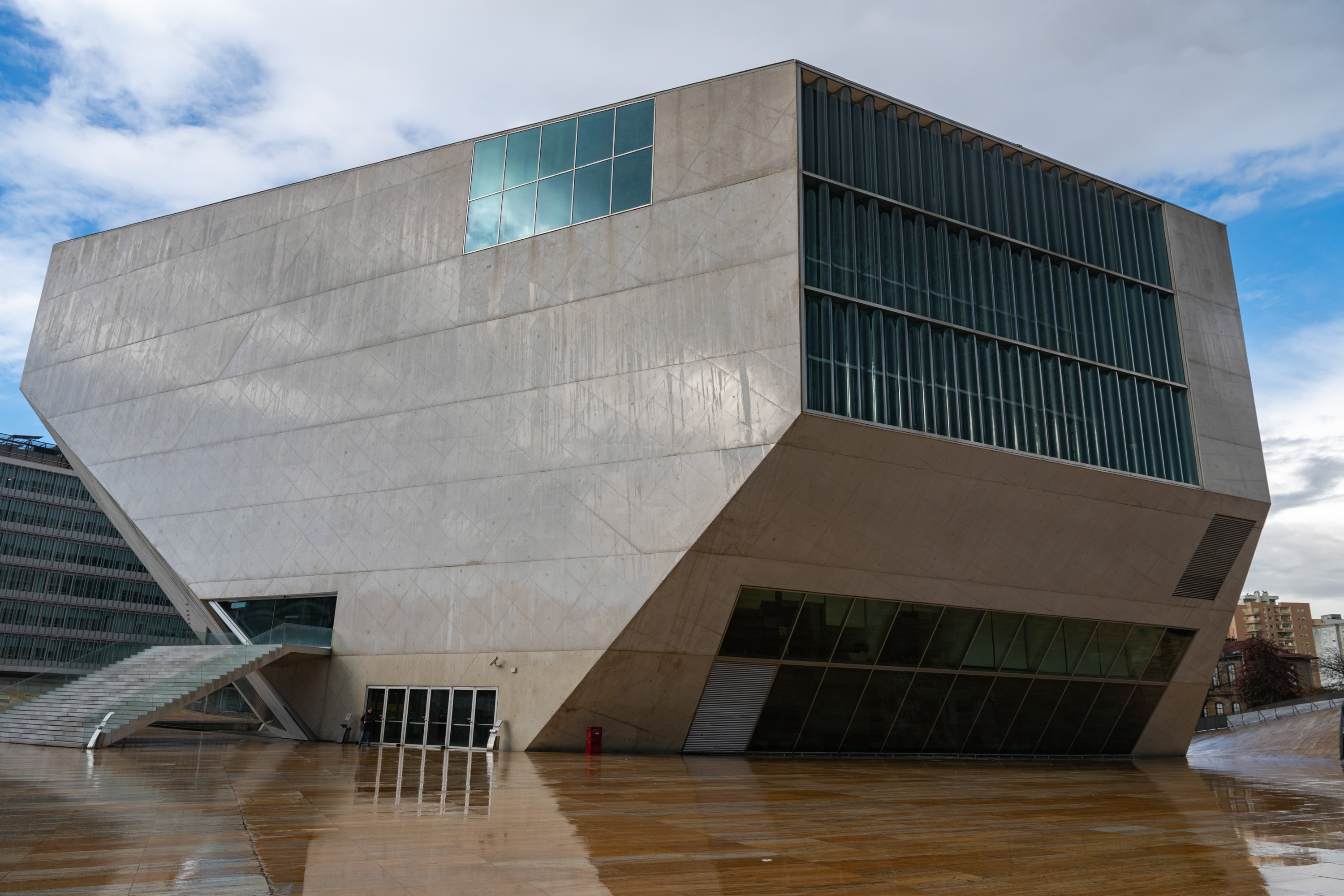
Casa da Musica

Tra i progetti emblematici di OMA che illustrano questo utilizzo del calcestruzzo si annoverano la Casa da Música a Porto e la Seattle Central Library. In queste opere, il calcestruzzo è impiegato per generare volumi spigolosi, inclinati e caratterizzati da geometrie complesse e non convenzionali. Tali forme sono ottenute attraverso un'attenta e innovativa lavorazione delle casseforme, sia in opera che prefabbricate. Il calcestruzzo, in questo contesto, non ricopre il suo ruolo tradizionale di elemento puramente strutturale, assume anche una funzione espressiva. Questa funzione non è intesa come semplice abbellimento, ma come mezzo per comunicare concetti quali forza, permanenza, monumentalità e l'identità stessa dell'edificio. Il materiale, quindi, diventa uno strumento per raccontare la storia dell'edificio, intesa come stretta relazione tra materia, forma e funzione.  

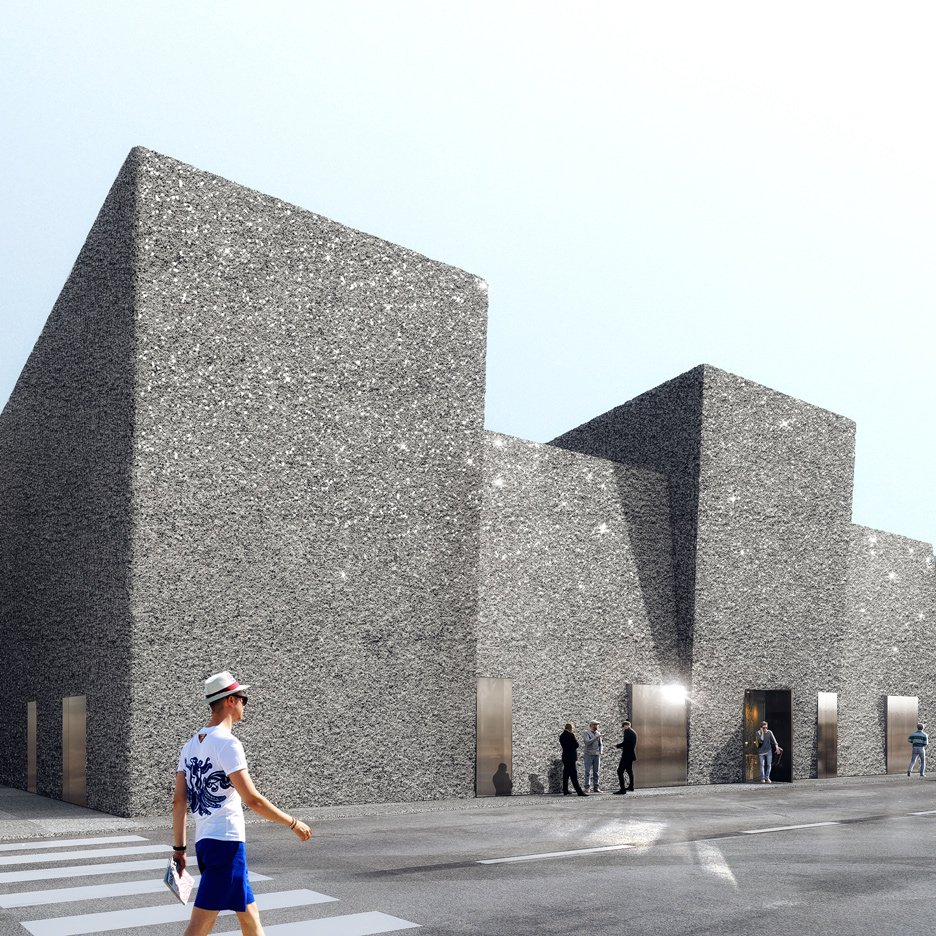
Alserkal Avenue

L'approccio sperimentale di Koolhaas al calcestruzzo ha prodotto risultati architettonici e tecnici significativi in numerose opere di OMA. Un esempio rilevante è il progetto "Concrete" all'interno dell'Alserkal Avenue a Dubai. In questo caso, il calcestruzzo è utilizzato per creare un rivestimento di facciata di forte impatto visivo e concettuale. Il materiale è reinterpretato attraverso una miscela specifica, arricchita con frammenti di vetro. Questa composizione produce una superficie che unisce la ruvidità alla capacità di riflettere la luce, modulandola. Gli aggregati vetrosi, illuminati, conferiscono alla struttura un effetto di profondità e movimento, animandola e arricchendola di dinamismo. Questo rivestimento architettonico si distingue dal contesto industriale circostante, conferendo all'edificio una presenza contemporanea e immediatamente riconoscibile.  In questo modo, il calcestruzzo viene considerato una materia sensibile, in grado di trasmettere qualità sensoriali quali profondità, tattilità e mutevolezza visiva.
Il valore strutturale e concettuale del calcestruzzo si può riscontrare nella sede della China Central Television (CCTV) a Pechino, una delle opere più complesse e iconiche di OMA. In questo progetto, il materiale è impiegato sia per le fondazioni, dove la sua resistenza e stabilità sono essenziali data la mole dell'edificio, sia per il nucleo centrale. Questo nucleo centrale svolge una duplice funzione: da un lato, funge da centro strutturale che ospita e organizza gli elementi verticali dell'edificio, come scale e ascensori, facilitando la circolazione interna. Dall'altro lato, agisce come elemento portante principale, assicurando la trasmissione dei carichi verticali al suolo e la stabilità della struttura rispetto alle forze orizzontali, come il vento e i terremoti. Koolhaas attribuisce a questo "core" in calcestruzzo un ruolo fondamentale, definendolo spina dorsale dell'edificio. Questo elemento centrale permette di liberare le superfici perimetrali da vincoli strutturali, consentendo una maggiore libertà compositiva e formale. La configurazione spaziale innovativa del CCTV, caratterizzata dalla sua forma ad anello piegato e sospeso, è resa possibile dalla struttura portante centrale in calcestruzzo. Questa struttura rappresenta un'architettura che si allontana dalle convenzioni costruttive tradizionali.

## Alcuni progetti
- 1974 - Casa, Miami, Florida, USA

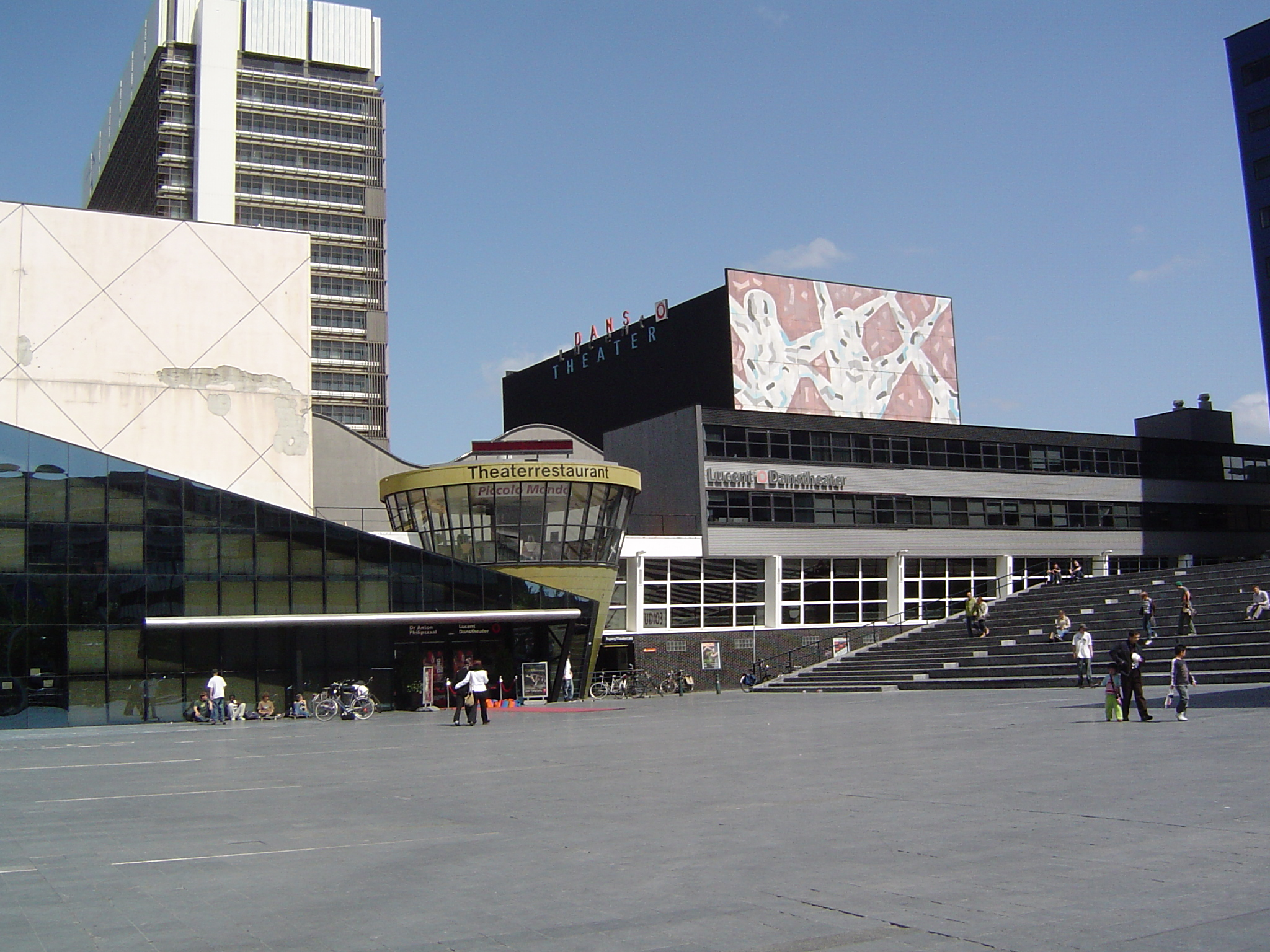
Spui Station, L'Aia

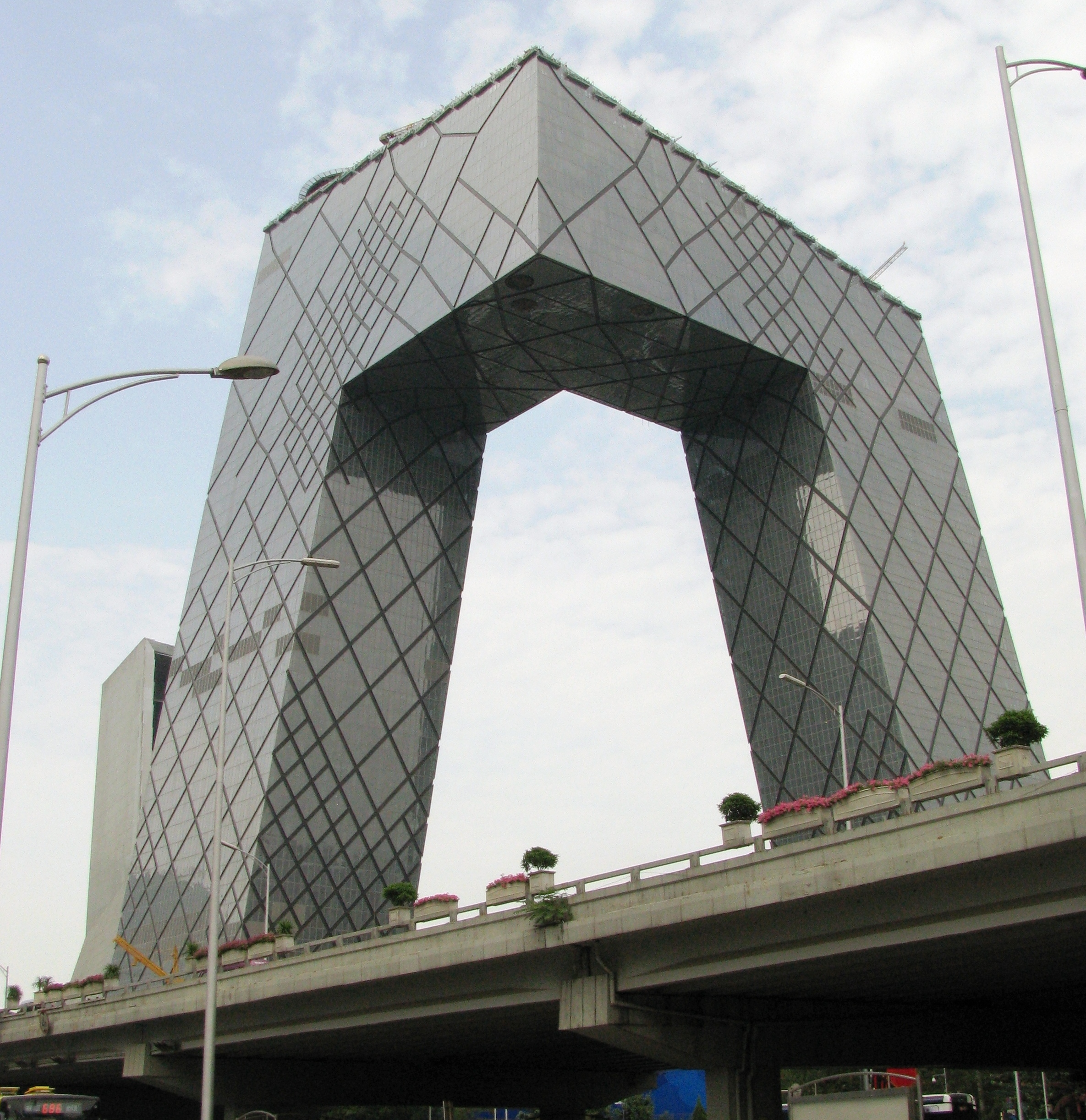
Sede CCTV, Pechino

- 1975 - Hotel Sphinx, New York, USA
- 1976 - Hotel Welfare Palace, New York, USA
- 1986-1987 - Riprogettazione del quartiere Bijlmermeer, Amsterdam
- 1987 - Teatro nazionale di danza, L'Aia, Olanda
- 1989-1991 - Fukuoka Housing, Kyūshū, Japan
- 1989-1990 - Stazione dell'autobus con schermo video, Groninga
- 1989 - ZKM - Zentrum für Kultur und Medien, Karlsruhe
- 1990-1994 - Lille Grand Palais, Francia
- 1991 - Nexus Housing, Giappone
- 1992 - Yokohama Urban Ring, Yokohama
- 1993 - Kunsthal, Rotterdam
- 1993-1997 - Educatorium, Università di Utrecht, Utrecht
- 1994 - Lille Grand Palais, centro affari internazionale, Lilla
- 1994 - Euralille, Lilla
- 1994-2000 - Tunnel di servizio, L'Aia
- 1994 - Miami Performing Arts Center, Miami
- 1994-1995 - Estensione della Tate Gallery, Londra
- 1994 - Opera, Cardiff
- 1994-1998 - Casa a Floirac, vicino a Bordeaux
- 1994-1995 - Hypobank, Monaco
- 1995 - Aeroporto Internazionale di Seoul-Incheon, Seul
- 1998 - Casa a Bordeaux
- 1998 - IIT McCormick Tribune Campus Center, Chicago
- 2000 - Casa da Música, Porto
- 2001 - Nuova ambasciata olandese, Berlino
- 2001 - Negozio Prada, New York
- 2002 - Negozio Prada, Los Angeles e San Francisco
- 2004 - Biblioteca centrale di Seattle
- 2006 - Sfilata della collezione maschile primavera estate 2007 di Prada, Milano
- 2007 - Riprogettazione urbana, Almere
- 2004-2008 - Sede della China Central Television, Pechino
- 2008 - Sfilata collezione femminile 2009 di Miu Miu, Parigi
- 2010 - Sfilata della collezione femminile autunno inverno 2011 di Prada, Milano
- 2012 - Sfilata della collezione maschile primavera estate 2012 di Prada, Milano
- 2012 - Television Cultural Center, Pechino[7]
- 2015 - Garage Gallery, Mosca
- 2016 - Fondaco dei Tedeschi, Venezia
- 2017 - BLOX, Copenaghen
- 2018 - Fondazione Prada, Milano
- 2019 - Maniglia ABC per Olivari

## Opere
- Rem Koolhaas, S, M, L, XL: Small, Medium, Large, Extra-Large, New York, Monacelli Press 2006
- Rem Koolhaas, Delirious New York. Un manifesto retroattivo per Manhattan, a cura di M. Biraghi, Milano, Electa 2001
- Rem Koolhaas, Junkspace. Per un ripensamento radicale dello spazio urbano, a cura di G. Mastrigli, Macerata, Quodlibet 2006
- Rem Koolhaas, Singapore Songlines. Ritratto di una metropoli Potemkin... o trent'anni di tabula rasa, a cura di M. di Robilant, Macerata, Quodlibet 2010
- Rem Koolhaas, Testi sulla (non più) città, a cura di M. Orazi, Macerata, Quodlibet 2022